# Tóroddur Poulsen
Tóroddur Poulsen (f. 15. oktober 1957 i Tórshavn på Færøerne) er en færøsk forfatter, musiker og billedkunstner.
Tóroddur er søn af Palli (Jens Pauli) Poulsen fra Toftir og Hanna Arge født i Tórshavn.
Poulsen debuterede i 1984 med digtsamlingen Botnfall og har efterfølgende udgivet tredive digtsamlinger og fire prosaværker. Hans litteratur er både provokativ og eksperimentiel. Reglur (Regler) er en af de vigtigste udgivelser i nyere færøsk litteratur. Den blev i 1996 nomineret til Nordisk Råds litteraturpris, i 1997 oversat til svensk, og i 2006 oversat til tysk, som en del af den færøske antologi Von Inseln weiß ich ...
1992 fik Poulsen Færøernes litteraturpris for værkene Navn nam við navn og Villur.
Siden 1995 har han boet i København. Det danske sprog er efterhånden blevet hans vigtigste værktøj til at komme ud til et bredere publikum.
Tóroddur Poulsen blev i 2008 portrætteret på film af landsmanden (i.e. -kvinden) Katrin Ottarsdóttir i dennes film En linje om dagen må være nok!.
I 2013 fik han tildelt Mentanarvirðisløn Landsins (Færøernes Kulturpris), som er en hæderpris på 150.000 kr. fra det færøske Kulturministerium.

## Musikudgivelser

### Som Garasjuguð
- Meltingarvegurin 2009
- Rock Against Færøkisch 2008

### Sammen med Kaj Klein
- Úr maskinrúminum 2007

### Sammen med Lot
- Veðrið eigur orð 2003

## Priser og nomineringer
- 1992 - Modtog Mentanarvirðisløn M. A. Jacobsens
- 1996 - Reglur (Regler) nomineret til Nordisk Råds litteraturpris[6]
- 2002 - Blóðroyndir (Blodprøver) nomineret til Nordisk Råds litteraturpris
- 2005 - Eygnamørk nomineret til Nordisk Råds litteraturpris
- 2009 - Rot nomineret til Nordisk Råds litteraturpris
- 2011 - Útsýni (Udsigt) nomineret til Nordisk Råds litteraturpris
- 2013 - Modtog Mentanarvirðisløn Landsins
- 2014 - Fjalir (Brædder) nomineret til Nordisk Råds litteraturpris[7]